# 王度 (順治二甲進士)
王度（1614年—？），字式金，號文陽，山西澤州沁水縣人，清朝政治人物。

## 生平
崇禎十二年（1639年）己卯科山西鄉試舉人，順治三年（1646年）丙戌科二甲第四十五名進士。授安塞縣知縣，官至刑部郎中。